# 慶 (姓)
慶（けい）は、漢姓の一つ。

## 中国の姓
2020年の中華人民共和国の統計では人数順の上位100姓に入っておらず、台湾の2018年の統計では700番目に多い姓で、48人がいる。
春秋時代の斉に慶克（斉侯無詭の子）・慶封などの名が見られる（魯の慶父は慶氏ではない）。のちに後漢の安帝の父である清河孝王劉慶の名を避諱して、賀などに改めた。その後は珍しい姓となり、『百家姓』にも含まれていない。

### 著名な人物
- 慶封 - 春秋時代の斉の人。慶克の子。景公のときに崔杼とともに国内を掌握したが、鮑氏・高氏・欒氏・田氏に攻められて呉に逃れた。その後、楚が呉を攻撃したときに殺された。
- 慶舎 - 戦国時代の趙の武将。
- 慶普 - 前漢の学者。
- 慶寛 - 清末の宮廷画家。本名は趙小山。

### 日本人
- 慶紀逸 - 江戸時代の俳人。本名は椎名件人。

## 朝鮮の姓
慶（けい、キョン、朝: 경）は、朝鮮人の姓の一つである。

### 著名な人物
- 慶大升 - 高麗の武臣。
- 慶復興（朝鮮語版） - 高麗の文臣、武臣。
- 慶儀（朝鮮語版） - 高麗、李氏朝鮮の文臣。
- 慶大秀 - 韓国の検察官、国会議員。

### 氏族
本貫は清州慶氏が大宗である。高麗と朝鮮初期に盛勢を成した氏姓で、高麗19代明宗の時の中庶侍郎平章事であった慶珍が始祖である。その息子慶大升、子孫斯万・復興・補・儀など名臣を輩出した。朝鮮時代にも世昌・世仁・渾・暹など14人の文科及第者を輩出した。
| 氏族（地域） | 創始者 | 人数（2015年） |
| ------------ | ------ | -------------- |
| 慶州慶氏     |        | 324            |
| 谷山慶氏     |        | 7              |
| 大邱慶氏     |        | 6              |
| 安東慶氏     |        | 5              |
| 驪州慶氏     |        | 7              |
| 全州慶氏     |        | 18             |
| 済州慶氏     |        | 34             |
| 清原慶氏     |        | 7              |
| 清州慶氏     |        | 12,474         |
| 忠州慶氏     |        | 11             |
| 泰仁慶氏     |        | 36             |

### 人口と割合
1930年国勢調査では総771世帯が京畿道驪州・連川・高陽等と忠清北道槐山・忠州・陰城等に分布していた。
| 年度   | 人口     | 世帯数    | 順位         | 割合 |
| ------ | -------- | --------- | ------------ | ---- |
| 1960年 | 6,159人  |           | 258姓中99位  |      |
| 1985年 |          | 2,418世帯 | 274姓中104位 |      |
| 2000年 |          |           |              |      |
| 2015年 | 13,012人 |           |              |      |